# Coenocyathus bowersi
Coenocyathus bowersi är en korallart som beskrevs av Vaughan 1906. Coenocyathus bowersi ingår i släktet Coenocyathus och familjen Caryophylliidae. Inga underarter finns listade i Catalogue of Life.